# Musica sacra – Jednota na zvelebení církevní hudby na Moravě

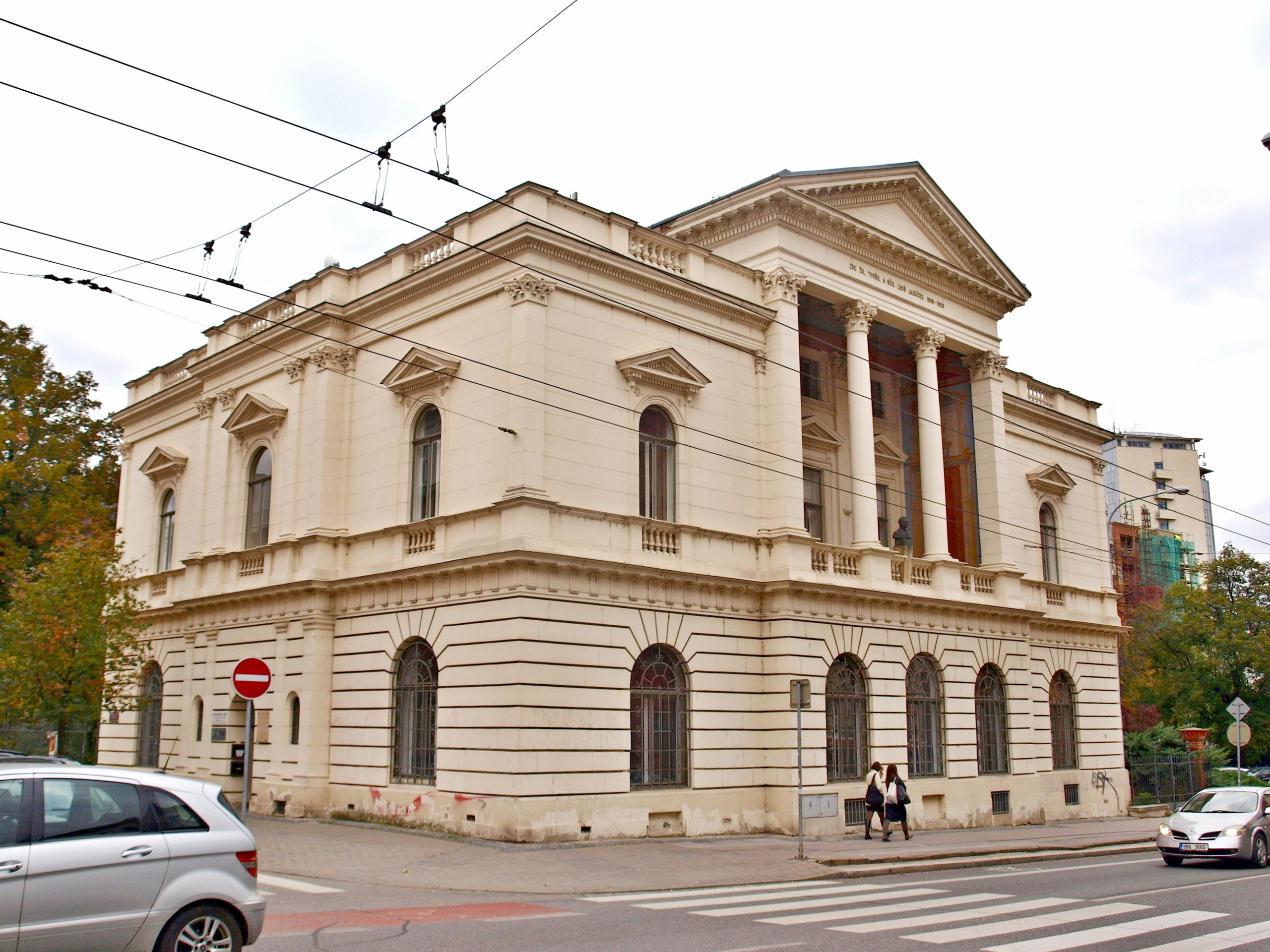
Sídlo jednoty na zvelebení církevní hudby na Moravě Musica sacra

Musica sacra je spolek chrámových hudebníků. Stanovy jednoty byly ministerstvem vnitra schváleny 25. listopadu 1992. Ustavující valná hromada se konala 6. března 1993. Je členem CEDAME – Evropské konference sdružení pro chrámovou hudbu.

## Jednota na zvelebení církevní hudby na Moravě
Předchůdkyní Musica sacra – Jednoty na zvelebení církevní hudby na Moravě byla Jednota pro zvelebení církevní hudby na Moravě, na niž navazuje. Ta byla založena v roce 1881. Podnět k jejímu vzniku vyšel od hudebního skladatele Leoše Janáčka. Téhož roku Leoš Janáček společně se svým tchánem Emiliánem Schulzem a s pomocí členů aristokracie a církevních osobností v rámci Jednoty pro zvelebení církevní hudby na Moravě a za pomoci nadace Thurn-Valsassina kvůli nespokojenosti se způsobem hudební výuky na jiných školách založil Varhanickou školu Leoše Janáčka. V roce 1919 z Varhanické školy na základě návrhu jejího zakladatele a prvního uměleckého ředitele Leoše Janáčka vznikla nejprve soukromá, v následujícím roce postátněná Státní hudební a dramatická konservatoř (Konzervatoř Brno). Tato škola pak z iniciativy jednoty realizovala v letech 1929–1948 úspěšný Dvouletý kurs pro vzdělání venkovských varhaníků při Státní hudební a dramatické konservatoři v Brně, který se z důvodu politických změn v roce 1948 osamostatnil v Tříletý varhanní kurs Jednoty pro zvelebení církevní hudby na Moravě. Zrušena byla Jednota pro zvelebení církevní hudby na Moravě úředně po sedmi desetiletích v roce 1951. Předtím, než v roce 1992 vznikla dnešní jednota Musica sacra, jejímž duchovním otcem je Karel Cikrle (stál u jejího založení a byl jejím předsedou až do roku 2010), konaly se v Brně dva cykly Instruktáží varhaníků, nejprve v letech 1967–1974 na Petrově pod vedením Antonína Láníka a v letech 1983–1992 pak v Brně na Křenové v kooperaci Cikrle, Láník.

## Liturgická hudba
Liturgická hudba (musica sacra) byla a je vzorem pro hudební kulturu. Usiluje o oslavu Boha a povznesení člověka. Její velikosti přispěli skvělí hudebníci. Úpadek liturgické hudby ve společnosti je ztrátou jak pro věřící, tak pro nevěřící kulturní veřejnost, v jejichž zájmu je její obnova.

## Musica sacra
Členy jednoty Musica sacra, jichž je přes 550, jsou kantoři, varhaníci, sbormistři, zpěváci, skladatelé, pedagogové, hudební vědci z celé České republiky. Nejvýznamnějšími členy jsou hudební historik Jiří Sehnal, hudební skladatel Zdeněk Pololáník, katedrální varhaník Petr Kolař, choralista Josef Gerbrich a diecézní organolog Ondřej Múčka. Nejvyšším orgánem jednoty je valná hromada. Je řízena předsedou – Willi Türkem, učitelem ZUŠ Znojmo. Předsednictvo má sedm členů. Tříčlenná dozorčí rada představuje kontrolní orgán.
Jednota na zvelebení církevní hudby na Moravě usiluje o zlepšení hudební složky liturgie. Dělá to zvláště pomocí zvýšení liturgické a hudební úrovně kantorů – varhaníků, pro něž pořádá různé druhy kurzů a seminářů. Upozorňuje na konání Kurzu pro varhaníky pořádaného Centrem pro liturgickou hudbu Arcibiskupství olomouckého. V květnu se koná zájezd za varhanami, v listopadu Svatocecilské setkání. Vydává dvouměsíčník Zpravodaj Musica sacra a nezbytné publikace, texty a noty. Jednota dále provozuje archiv hudebnin a hudební knihovnu. Brněnská diecéze v roce 1996 přijala jednotou vytvořený kvalifikační systém, který byl v roce 2001 doporučen Českou biskupskou konferencí pro celou Českou republiku. V dubnu je pro chrámové sbory dětí a mládeže jednotou pořádáno ekumenické setkávání dětských sborů Setkání. V červnu se koná setkávání chrámových sborů Sborování, jež je určeno sborům dospělých. Jednota podněcuje vznik nových liturgických skladeb.

## Zpravodaj
Pětkrát ročně vychází Zpravodaj, jehož obsahem jsou články z oblasti liturgické hudby a články a informace se zaměřením na varhanickou službu. Významnými přispěvateli jsou: Jiří Sehnal, světově uznávaný hudební historik, Karol Frydrych, muzikolog a Karel Cikrle, farář. Součástí každého čísla Zpravodaje jsou notové přílohy. V roce 2013 jednota vydala Zpravodaj Musica sacra: Zvláštní vydání k 20. výročí o rozsahu 72 stran.

## Publikace, texty a noty
- Varhanní preludia I. Postludia na vybrané písně z Kancionálu[19]
- Varhanní preludia II. Zdeněk Mička – Invence pro varhany staršího i novějšího stylu[20]
- Varhanní preludia III. Josef Pukl – Preludia v nejpoužívanějších tóninách[21]
- Varhanní preludia IV. Snadná preludia v různých stylech a tóninách[22]
- Varhanní preludia V. Preludia na písně z Kancionálu – Adventní[23]
- Varhanní preludia VI. Preludia na písně z Kancionálu – Vánoční[24][25]
- Varhanní preludia VII. Preludia na písně z Kancionálu – Postní[26]
- Varhanní preludia VIII. Preludia na písně z Kancionálu – Velikonoční[27][28]
- Varhanní preludia IX. Preludia na písně z Kancionálu – Mešní obecné[29]
- Varhanní preludia X. Preludia na písně z Kancionálu – k Pánu Ježíši[30]
- Varhanní preludia XI. Preludia na písně z Kancionálu – k Panně Marii[31]
- Varhanní preludia XII. Preludia na písně z kancionálu – Ke svatým[32]
- Varhanní preludia XIII. Preludia na písně z kancionálu – Příležitostné[33]
- Karel Cikrle, Jiří Sehnal: Příručka pro varhaníky[34]
- Zdeněk Pololáník: Zpěvy mezi čteními[35]
- Zdeněk Pololáník: Antifony k přijímání[36]
- Snadný varhanní doprovod ke Kancionálu[37]
- Karel Cikrle: Varhanická zbožnost[38]
- Direktář pro varhaníky (Pomůcka pro používání Kancionálu při liturgii)[39]
- Barbara Maria Willi: Generálbas aneb Kdo zavraždil kontrapunkt?[40]
- Varhanní doprovod kancionálu – obnovené vydání
- Varhanní doprovod kancionálu: rozšířené vydání pro arcidiecézi olomouckou a diecézi ostravsko-opavskou[41]
- Zdeněk Pololáník: Zpěvy mezi čteními – Responsoriální žalmy a zpěvy před evangeliem pro neděle, slavnosti a vybrané svátky[42]
- Ferdinand Bachtík a Stanislav Jiránek, Škola na varhany[43][44]
- Varhanní sborníček – známé skladby ve snadné úpravě[45]
- Tomáš Nováček: Úvod do nauky o varhanách[46]

S jednotou spolupracuje Středisko pro liturgickou hudbu brněnské diecéze a Základní umělecká škola varhanická Brno, což je škola se zaměřením na církevní hudbu. Přispěvateli jednoty jsou Biskupství brněnské, její členové a příznivci, kteří jí pro její hospodaření poskytují dary. Jednotlivé akce jsou dotovány.

## Středisko pro liturgickou hudbu
Středisko pro liturgickou hudbu bylo Biskupstvím brněnským zřízeno 1. října 1995. S jednotou Musica sacra je propojeno místně a personálně. Oborem jeho působnosti jsou záležitosti varhaníků, chrámových sborů a ostatních hudebníků v oboru liturgické hudby, kde spolupracuje hlavně s jednotou. Má na starosti hudbu při liturgii a hudbu v kostelích mimo liturgii. Zvláště jde o poradenství a povolování koncertů a jiných kulturních událostí v kostelech. Pečuje o varhany i jiné nástroje nacházející se na kůrech, o noty a o zvony. V jeho péči je také spolupráce s dalšími fyzickými i právnickými osobami činnými v oblasti liturgické a náboženské hudby.

## ProScholy.cz
ProScholy.cz je digitální projekt na podporu křesťanské hudby, který vznikl v roce 2019 pod záštitou hudebního spolku Musica Sacra. První službou, kterou ProScholy.cz začala nabízet, je webová aplikace Zpěvník pro scholy.